# Саратовський район
Саратовський район рос. Энгельсский район — муніципальне утворення в Саратовській області. Адміністративний центр району — місто Саратов (не входить до складу району). Населення району — 49 683 чол.

## Географія
Саратовський район — приміський район обласного центру, розташований на правому березі  Волги, охоплюючи півкільцем місто Саратов. Район знаходиться на Приволзькій височині, плато і схили якої покриті лісом.
Межує з  Воскресенським, Базарно-Карабулацьким, Новобурасським районами на півночі, з Татищевським,  Лисогірським районами із заходу, з Красноармєйським районом на півдні і з Енгельським та Марксовським районами на сході.

## Історія
Район утворений 23 липня 1928 року в складі Саратовського округу Нижньо-Волзького краю. До його складу увійшла частина території колишнього Саратовського повіту Саратовської губернії.
З 1934 року район у складі Саратовського краю, з 1936 року — в складі Саратовської області.
З 1937 по 1957 роки район називався Ворошиловський на честь К. Є. Ворошилова.
З 1 січня 2005 року район перетворений в муніципальне утворення Саратовський муніципальний район.

## Економіка
У районі розробляються родовища нафти, газу, будівельних матеріалів.
Район сільськогосподарський, птахівництво (є кілька птахофабрик), вирощуються овочі, фрукти, соняшник, зернові, колись розвинене тваринництво району знаходиться в зруйнованому стані, повністю зруйнована інфраструктура, ферми, сховища, парки, МТС та інші споруди промислового тваринництва с. Синенькі, с. Сергеєвське, с. Поповка, с. Багаєвка, с. Іванівський та інших. У стані руйнації знаходиться ремонтне підприємство сільськогосподарської техніки Багаєвська СГТ.
Діє ряд промислових підприємств, завод залізобетонних виробів і елеватор в Тарханах, на території якого зараз виготовляється картон, цегельний завод в Олександрівці, також запущено новий цегляний завод ГРАС в цьому селі. Також, до 2006 року в Тарханах діяла тютюнова фабрика. Текстильна фабрика в Червоному Текстильнику закрита і в даний час не діє. Робочі звільнені.

## Транспорт

Приміські електропоїзди Саратовського району

На території Саратовського району знаходиться 2 автодорожні і 1 залізничний міст через Волгу:
- Саратовський міст сполучає між собою міста Саратов і Енгельс. Його довжина 2825,8 метрів. На момент спорудження (1965) — найдовший міст у Європі.
- пристанських міст знаходиться в районі села Пристанное Саратовського району і з'єднує його з селом Шумейка Енгельського району. Відкритий в 2009 році. Довжина основного прольоту моста — 1228 метрів, загальна довжина з під'їзними спорудами — 12 760 метрів.
- Саратовський залізничний міст з'єднує селище Увек на території Саратова з селищем міського типу Приволзький. Відкритий в 1935 році. Загальна довжина 1850 метрів.

По території району проходять 3 федеральні траси Р228 («Сизрань — Саратов — Волгоград»), A144(«Саратов — Вороніж») і Р158(«Саратов — Пенза — Нижній Новгород») (291,9 км по району) і одна дорога обласного значення Р234 (Піщано-Уметське шосе) (21,9 км по району).
Діють залізничні гілки «Саратов-Москва», «Саратов-Казань» і «Саратов-Волгоград».

## Пам'ятки
Визначною пам'яткою району є Злобовський ліс (поряд з селом Злобовка) — поблизу траси на Вороніж. У лісі (нині ботанічний заказник) росте більше 50 видів екзотичних дерев і чагарників з Північної Америки, Європи, Кавказу, Криму й інших регіонів світу.
Біля села Шевиревка на річці Єлшанка знаходиться один з найбільших ставків району. Біля села Усть-Курдюм знаходиться місце проведення традиційного літнього татарського свята «Сабантуй».